# Kabinett Sarraut II

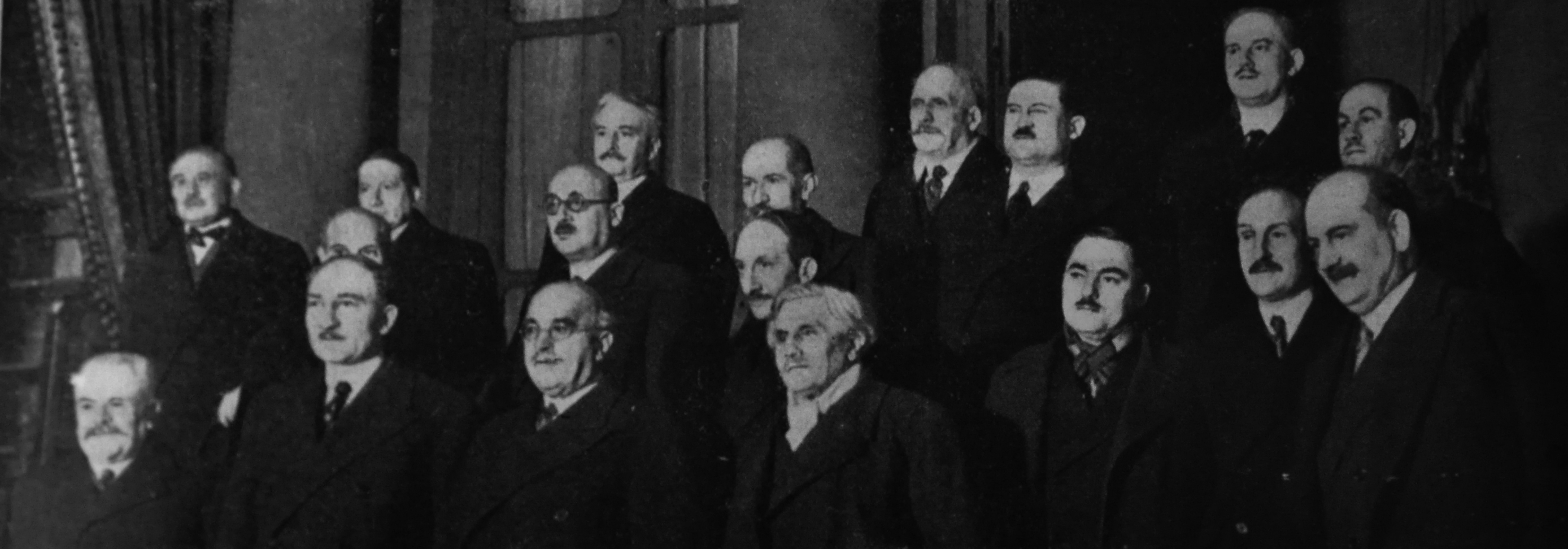
Kabinett Sarraut

Das zweite Kabinett Sarraut war eine Regierung der Dritten Französischen Republik. Es wurde am 24. Januar 1936 von Premierminister (Président du Conseil) Albert Sarraut gebildet und löste das Kabinett Laval IV ab. Es blieb bis zum 4. Juni 1936 im Amt und wurde vom Kabinett Blum I abgelöst.
Dem Kabinett gehörten Vertreter folgender Parteien an: Alliance démocratique (AD), Radicaux indépendants (RI), Parti républicain, radical et radical-socialiste (PRRRS), Union socialiste républicaine (URS) und Abweichler der Fédération républicaine (FR).

## Kabinett
Diese Minister bildeten das Kabinett:
- Premierminister: Albert Sarraut (PRRRS)
- Ministre d’Etat: Joseph Paul-Boncour (USR)
- Minister des Inneren: Albert Sarraut
- Kriegsminister: Louis Maurin
- Außenminister: Pierre-Étienne Flandin (AD)
- Bildungsminister: Henri Guernut[1] (PRRRS)
- Justizminister: Yvon Delbos (PRRRS)
- Landwirtschaftsminister: Paul Thellier[2] (AD)
- Finanzminister: Marcel Régnier[3] (PRRRS)
- Minister für öffentliche Arbeiten: Camille Chautemps (PRRRS)
- Minister für Kolonien: Jacques Stern (AD)
- Minister für Arbeit: Ludovic-Oscar Frossard (USR)
- Minister für Handel und Industrie: Georges Bonnet (PRRRS)
- Minister für Post, Telegraphie und Telefonie: Georges Mandel
- Minister für öffentliche Gesundheit und Sportunterricht: Louis Nicolle[4] (FR)
- Minister für die Marine: François Piétri (AD)
- Minister für Renten: René Besse[5] (AD)
- Minister für Luftfahrt: Marcel Déat (USR)
- Minister für die Handelsmarine: Louis de Chappedelaine[6] (RI)

### Unterstaatssekretäre
Dem Kabinett gehörten folgende Sous-secrétaires d’État an:
- Premierminister: Jean Zay (PRRRS)
- Innenministerium: André Beauguitte[7] (AD)
- Technische Ausbildung: Alfred Jules-Julien[8] (PRRRS)
- Öffentliche Arbeiten: Pierre Mazé[9] (PRRRS)
- Arbeitsministerium: Maxence Bibié[10] (USR)

## Historische Einordnung
Am 3. März 1936 besetzte das Deutsche Reich das Rheinland unter Bruch der Verträge von Locarno.
April und Mai 1936 siegte Léon Blums Front populaire bei den Wahlen zur Abgeordnetenkammer deutlich (386 von 610 Sitzen).